# Rhododendron saluenense
Rhododendron saluenense er en busk, der dyrkes i haver og parker for sine rosa-purpurfarvede blomster, der springer ud i maj. Det er en meget langsomt voksende art, der stammer fra Kina.

## Beskrivelse
Rhododendron saluenense har en kompakt og lav vækstform. Den er efter 10 år kun ca. 35 cm høj. Bladene er mørkegrønne med lys underside.